# Grankulla IFK handboll
Grankulla IFK handboll är en handbollsförening från Grankulla i Finland. Föreningen har representationslag i både herr- och damserien. Därtill har föreningen lag i alla juniorserier på såväl pojk- som flicksidan. Föreningen hör till de största i Finland vad gäller antalet utövare. Lagen spelar i huvudsak sina hemmamatcher i Grottan i Grankulla.
Föreningen inledde sin verksamhet inom ramen för föreningen Grankulla IFK, men den är sedan 1997 en självständig dotterförening. 
Föreningens herrlag spelade under åren 2003–2016 under namnet HC West.
Det var ett samarbete mellan Dicken och Grankulla IFK där målet var att med gemensamma krafter skapa ett konkurrenskraftigt representationslag. Samarbetet lyckades bra med bland annat två finska mästerskap och två vinster i Finska cupen. Samarbetet upplöstes 2016 och numera har såväl Dicken som GrIFK-Handboll egna lag i herrserien. Herrlaget i GrIFK bedrivs numera inom ramen för föreningen GrIFK Elit.
Christian Segersven blev i mars 2023 den första spelaren i GrIFK Handboll som fick sitt spelnummer fruset. Segersven spelade som målvakt och nummer 1 är därför inte längre ett tillgängligt spelnummer för nya spelare.